# 施內格洛克山 (錫爾夫雷塔阿爾卑斯山脈)

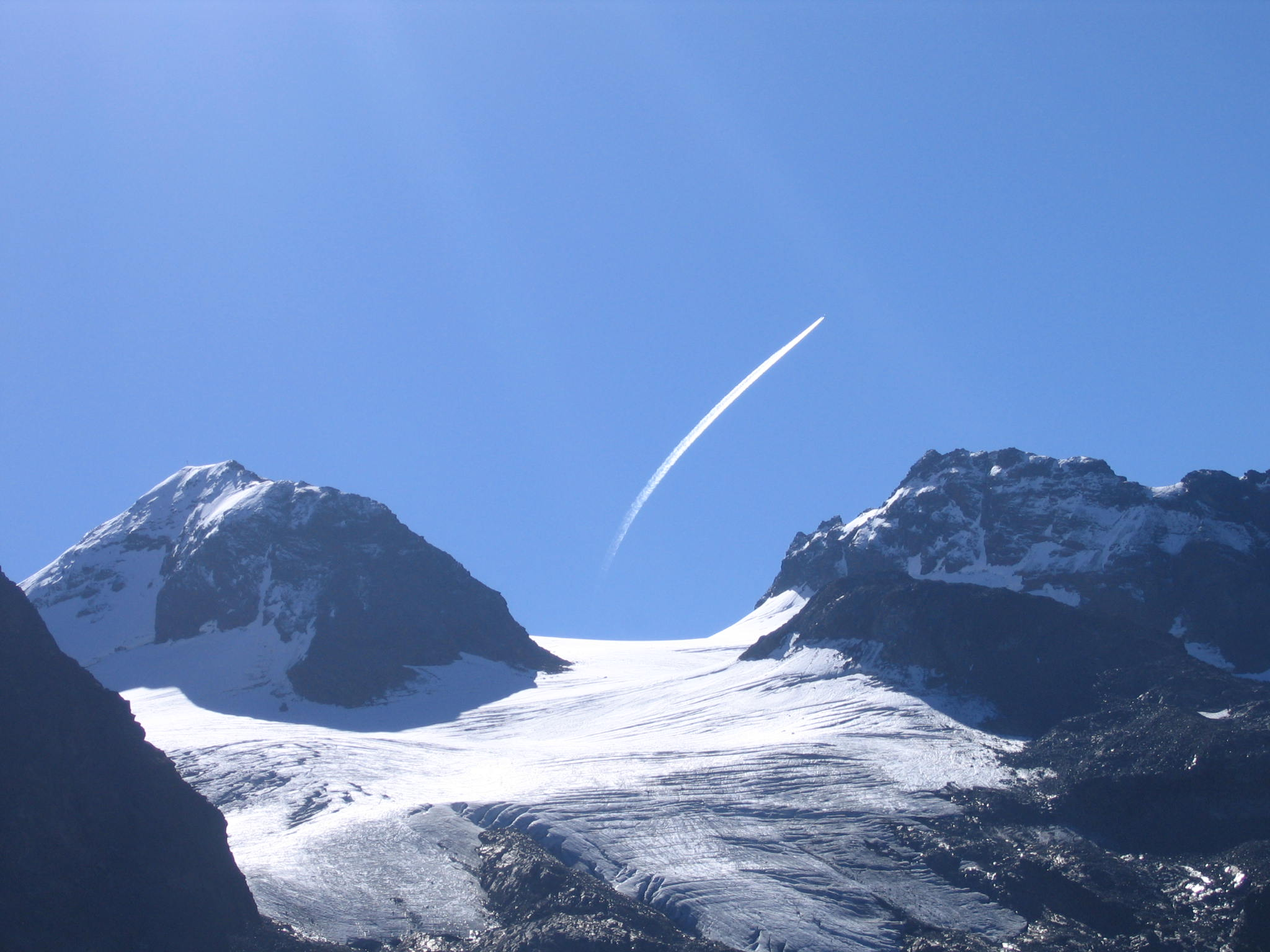

46°51′52″N 10°5′7.6″E / 46.86444°N 10.085444°E
施內格洛克山（德語：Schneeglocke），是奧地利的山峰，位於該國西部，由福拉爾貝格州負責管轄，屬於錫爾夫雷塔阿爾卑斯山脈的一部分，距離錫爾夫雷塔山0.9公里，每年平均降雨量1,367毫米。